# Weigongcun
Weigongcun (in cinese: 魏公村站S, Wèigōngcūn zhànP) è una stazione della linea 4 della metropolitana di Pechino. In base ai progetti iniziali, la stazioni si sarebbe dovuta chiamare Xueyuan Nanlu. La stazione di Weigongcun è entrata in funzione in concomitanza dell'inaugurazione della linea 4, avvenuta il 28 settembre 2009.

## Posizione
La stazione si trova all'incrocio tra Zhongguancun South Street, Weigongcun Road e Xueyuan South Road, nel distretto di Haidian. La metropolitana è a servizio di diverse università e istituti che hanno sede nelle vicinanze, tra cui l'Istituto di tecnologia e l'Università di lingue straniere.

## Struttura e impianti
La stazione è strutturata su due livelli sotterranei, con banchine a isola sotterranee, realizzata con il metodo cut and cover. La galleria si snoda sotto Zhongguancun South Road. La stazione presenta tre ingressi, indicati con le lettere A, B e D. L'ingresso A è accessibile ai portatori di handicap grazie alla presenza dell'ascensore. L'interno della stazione è caratterizzato dal colore giallo e le colonne quadrate sono decorate con una serie di mosaici rosso scuro e marrone e con decorazioni in pietra.

## Servizi
La stazione dispone di:
- Accessibilità per portatori di handicap (solo uscita A)
- Ascensori (solo uscita A)
- Scale mobili
- Emettitrice automatica biglietti
- Servizi igienici
- Sportello automatico
- Distributori automatici
- Stazione video sorvegliata
- Ufficio polizia

### Orari
Dal 30 dicembre 2010 la linea 4 condivide il percorso con la Linea Daxing; dalla stazione di Weigongcun si operano i servizi come segue:
- Un servizio che copre l'intera tratta, da Anheqiao Nord, da dove inizia la Linea 4, fino a Tiangongyuan, capolinea della Linea Daxing.[9]
- Un servizio ridotto che copre l'intera Linea 4 al quale si aggiunge la fermata Xingong della Linea Daxing, la prima stazione della Linea Daxing, quindi offrendo corse da Anheqiao Nord a Xingong. I passeggeri che intendono proseguire verso sud devono scendere e cambiare binario in direzione Tiangongyuan.[10]

La prima corsa direzione Anheqiao Nord parte tutti i giorni alle 5:37 da Weigongcun, mentre l'ultima alle 23:52. In direzione Tiangongyuan (linea Daxing), il primo treno opera alle ore 5:14 mentre l'ultimo alle 22:52. Inoltre, relativamente al servizio ridotto della linea, l'ultima corsa da Weigongcun parte alle 23:04 e termina a Gongyi Xiqiao alle 23:39.

### Tariffazione
- Weigongcun — Xingong (condiviso con la linea Daxing)
- Weigongcun — Tiangongyuan (condiviso con la linea Daxing)
- Weigongcun — Anheqiao Nord

Dalla stazione di Weigongcun la tariffazione parte da un prezzo di ¥3 (circa €0,40), a seconda della distanza di viaggio totale da percorrere, fino a un massimo di ¥7 (circa €1).

## Interscambi
Fermata autobus